# Stephania tetrandra
Stephania tetrandra är en tvåhjärtbladig växtart som beskrevs av Spencer Le Marchant Moore. Stephania tetrandra ingår i släktet Stephania och familjen Menispermaceae. Inga underarter finns listade i Catalogue of Life.